# 小林希大
小林 希大（こばやし きだい、2002年7月29日 - ）は、日本のモデル、俳優。長野県出身。ジャストプロ所属。

## 人物
趣味：スノボー・スケボー・サッカー(部活)・MTB

## 出演

### テレビ番組
- 猫のひたいほどワイド（2022年4月7日 - 2025年3月24日、テレビ神奈川）- 猫の手も借り隊（木曜グリーン（2022年度）→ 火曜グリーン（2023年度）→ 月曜グリーン（2024年度））

### ネット番組
- 『今日、好きになりました。 紫陽花編』（ABEMA）[2]
- 『明日も好きでいて、いいですか？』（ABEMA）[3]

### YouTube
- 超十代チャンネル[ULTRA TEENS Channel] - YouTubeチャンネル　（2021年12月 -　）

### イベント
- 「今日好きオンラインイベント」配信日：2021年3月29日 20:00～[4]
- 「2022 TGC Teen」出演
- 「2022 シンデレラフェス」出演
- 「超々十代2022」出演

### PV
- 乃木坂46 27thシングル　個人PV「月が綺麗ですね」[5]

## 書籍
- 「小林希大 ファースト写真集「希望〜僕の青春日記〜」[6]